# Кочетовы
Кочетовы — пять русских дворянских родов.
Древнейший из дворянских родов Кочетовых восходит к XVII веку и был внесён в VI часть родословной книги Московской губернии. Наиболее известный его представитель — Дмитрий Иванович Кочетов (1707—1762), который был Санкт-Петербургским обер-полицеймейстером, а затем президентом камер-коллегии.
Остальные 4 рода Кочетовых более позднего происхождения.

## Описание герба
Щит разделён на четыре части, из них в первой и четвёртой в голубом поле, находятся два золотых льва, сидящие на задних лапах, которые обращены в левую сторону. Во второй и третьей частях в красном поле, изображено по одной серебряной розе.
Щит увенчан дворянскими шлемом и короной. Нашлемник: стоящий петух, держащий в когтях розу. Намёт на щите красный и голубой, подложенный золотом. Герб рода Кочетовых внесён в Часть 6 Общего гербовника дворянских родов Всероссийской империи, стр. 83.